# Scalpomactra scalpellum
Scalpomactra scalpellum är en musselart som först beskrevs av Reeve 1854.  Scalpomactra scalpellum ingår i släktet Scalpomactra och familjen Mactridae. Inga underarter finns listade i Catalogue of Life.